# Hilliard Brooke Bell
Hilliard Brooke Bell (Chatham-Kent, 9 marzo 1897 – Toronto, 16 settembre 1960) è stato un aviatore canadese.
Il Capitano Hilliard Brooke Bell, insignito della Military Cross e del Queen's Counsel, è stato un Asso dell'aviazione canadese della prima guerra mondiale accreditato con dieci vittorie aeree mentre prestava servizio nel British Royal Flying Corps e nella Royal Air Force.

## Biografia
Hilliard Brooke Bell è nato da Edwin e Sarah R. Bell (nata Brooke) a Chatham-Kent, nell'Ontario, ma in seguito la famiglia si è trasferita a Toronto. Bell fu educato al St. Andrew's College di Aurora (Canada), dove si unì al College Officer Training Corps. Ha poi frequentato l'University College, a Toronto, ma ha lasciato gli studi per unirsi al 67th (University of Toronto) Battery Depot, Canadian Field Artillery, a Kingston il 23 maggio 1916.

## Prima guerra mondiale
Bell ha inizialmente prestato servizio come mitragliere fino a quando è stato nominato tenente a novembre. Ha poi aspettato un bando per cinque mesi, prima di richiedere un trasferimento al Royal Flying Corps. Ha iniziato la sua formazione all'inizio del 1917 a Camp Borden nell'Ontario ed ha iniziato l'addestramento al volo. Il 23 luglio Bell fu nominato sottotenente nel Royal Flying Corps e salpò da Montréal in Inghilterra ad agosto, dove ricevette addestramento avanzato con il No. 81 Squadron RFC a Scampton, 8 km a nord di Lincoln (Regno Unito), inizialmente sugli Avro 504, poi il Bristol M.1c. Fu confermato nel suo grado e nominato flying officer il 4 settembre.
Con solo sei ore di volo in solitaria sul M.1c, Bell è stato inviato in Francia il 16 ottobre, andando a Saint-Omer (Passo di Calais) in treno, dove è entrato a far parte del No. 66 Squadron RFC. Il suo primo volo in Francia fu il 18 ottobre su un Sopwith Pup per familiarizzare con l'aereo e la posizione. Ha fatto un secondo volo più tardi lo stesso giorno salendo a un'altitudine di 21.000 piedi (6.400 m). Nel mese successivo, lo Squadron n. 66 venne equipaggiato con il Sopwith Camel. Nel novembre 66 lo Squadron era uno dei sei squadron della RFC inviati in Italia, per rinforzare il Fronte italiano dopo il disastro della Battaglia di Caporetto. I loro aerei furono smantellati, imballati e caricati su vagoni. Il personale dello squadron ha viaggiato anche in treno fino a Milano, dove sono stati alloggiati nel miglior hotel della città per una settimana, fino a quando il tempo si è schiarito ed hanno potuto fare il volo di un'ora e mezzo per Verona, arrivando infine al Campo di aviazione di Grossa di Gazzo il 4 dicembre.
Bell ottenne la sua prima vittoria aerea il 16 dicembre 1917 guidando un Albatros D.V fuori controllo. Altre vittorie seguirono il 4 febbraio 1918, abbattendo un Albatros D.III in fiamme ed un Aviatik due posti il 6 febbraio. Il 23 febbraio, sebbene fosse ancora solo un sottotenente, fu nominato Flight commander con il grado provvisorio di capitano. Ha guidato un caccia Aviatik D.I fuori controllo il 16 marzo ed il 19 marzo ha abbattuto un altro Albatros D.III, per la sua quinta vittoria, diventando così un Asso dell'aviazione. Ha abbattuto altri due D.III il 23 aprile ed il 3 maggio. L'8 maggio gli è stata assegnata la Military Cross, che è stata pubblicata il 16 settembre. La sua citazione diceva:
Capitano temporaneo Hilliard Brooke Bell, RAF
"Per la prodigiosa galanteria e la devozione al dovere, ha abbattuto cinque aerei nemici e ne ha forzato uno fuori controllo: è un eccellente capo pattuglia ed un eccellente ufficiale, il suo lavoro è molto buono, a tutto tondo."
Ha continuato a guadagnare altre tre vittorie contro i caccia nemici il 10 maggio, l'1 ed il 4 luglio, prima di essere rimandato in Inghilterra per servire come istruttore. Il 2 novembre 1918 gli fu conferita la Medaglia di Bronzo al Valor Militare "in riconoscimento di servizi distinti resi" dal governo italiano. È stato trasferito nell'elenco dei non occupati della RAF il 5 aprile 1919.

## Il dopoguerra
Bell tornò ai suoi studi di diritto a Toronto, si diplomò alla Osgoode Hall e fu chiamato nella Law Society odell'Ontario nel 1921. Fu nominato Queen's Counsel nel 1935 e fece pratica come avvocato fino alla sua morte in ospedale a Toronto il 16 settembre 1960.
Le sue esperienze di guerra furono pubblicate postume nel Journal of the Canadian Aviation Historical Society nel 1963-64.

## Riferimenti
- Above the Trenches: A Complete Record of the Fighter Aces and Units of the British Empire Air Forces 1915–1920 Christopher F. Shores, Norman L. R. Franks, Russell Guest. Grub Street, 1990. ISBN 0-948817-19-4, ISBN 978-0-948817-19-9.